# ساختمان بانک کارگشایی همدان
بانک کارگشایی مربوط به اوایل دوره پهلوی است و ساختمان شعبه آن در همدان، در خیابان شریعتی روبروی، آرامگاه استرومردخای واقع شده و این اثر در تاریخ ۱۱ شهریور ۱۳۸۲ با شمارهٔ ثبت ۹۸۷۲ به‌عنوان یکی از آثار ملی ایران به ثبت رسیده است.